# La Botera
La Botera és una obra de Juneda (Garrigues) inclosa a l'Inventari del Patrimoni Arquitectònic de Catalunya.

## Descripció
Es troba emplaçada entre el  carrer Major i el carrer del Doctor Cornudella. És una petita obertura en arcada que separa dues cases amb aspecte de carreró o estret passadís, conegut en diversos documents com "l'aigüera de la Bassa Bovera", per on desaiguava l'aigua de pluja que baixava de la part alta de la població.

## Història
Fou construïda, juntament amb el  carrer Major, cap al segle xvi. Ara, però, ja no és un element significatiu, donat que la pavimentació del carrer va fer pujar el nivell de terra i va obligar a desfer l'arc d'entrada per quedar massa baix i fer-ne un de nou.

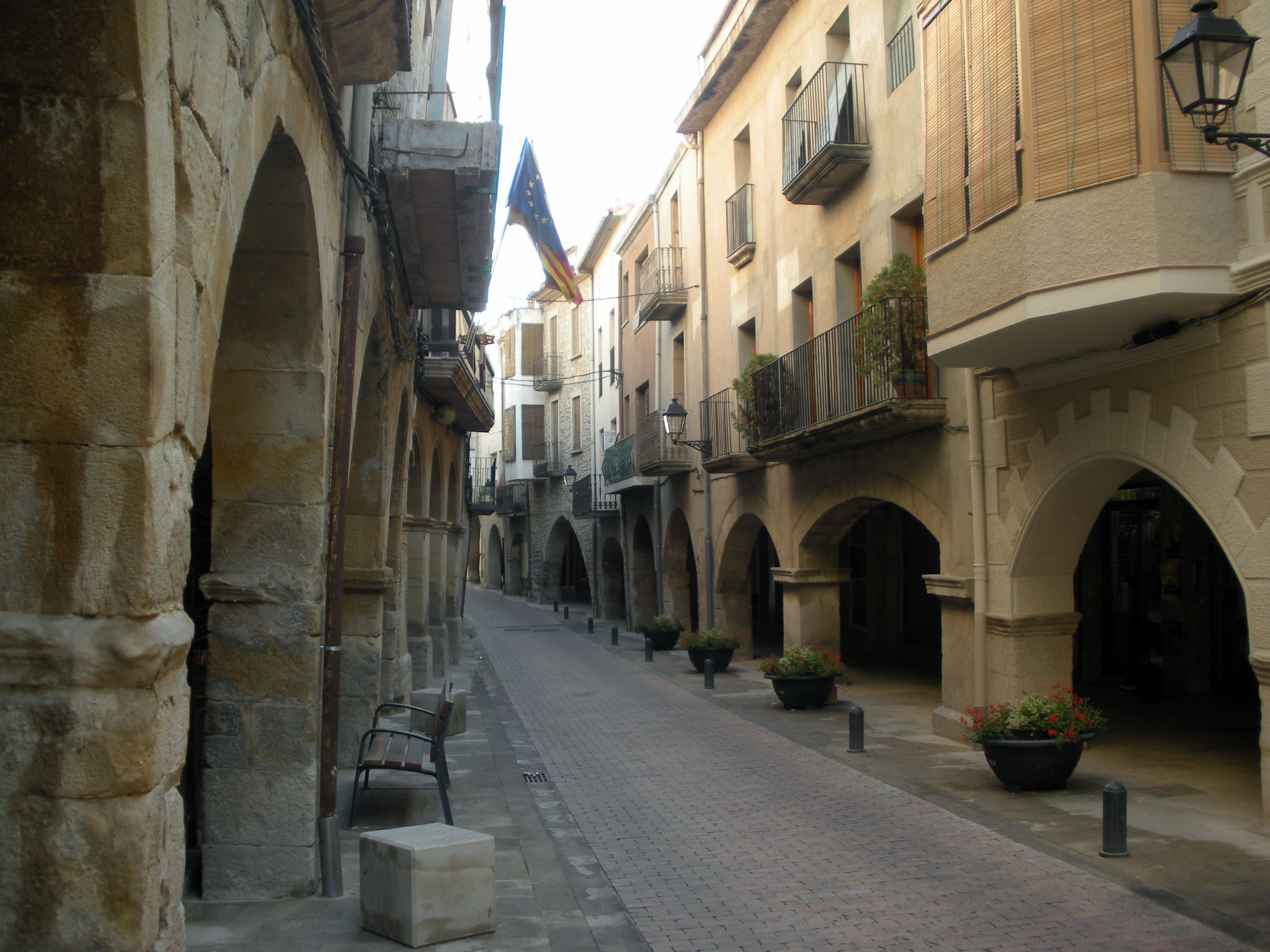
Carrer Major de Juneda